# Shalom Harlow
Shalom Harlow (Oshawa, 5 dicembre 1973) è una supermodella e attrice canadese.

## Carriera
Nata in Ontario da Sandi Herbert e David Harlow, nonostante il nome Shalom, significhi "pace" in lingua ebraica, la sua famiglia non è di origini ebraiche. Scoperta durante un concerto dei Cure a Toronto da un agente di moda, la Harlow comincia a sfilare, appena terminati gli studi. Nel corso della sua carriera ha lavorato, tra gli altri, per Ralph Lauren, Donna Karan, Alberta Ferretti, Prada, Anna Molinari, Anna Sui, Blumarine, Christian Dior, Chanel, Chloé, Dolce & Gabbana, Dries van Noten, Gianni Versace, ha condotto la trasmissione di MTV House of Style insieme alla collega Amber Valletta, ed ha lavorato in alcuni film.
Nel luglio 2007, con un guadagno annuo stimato intorno ai 2 milioni di dollari, la rivista Forbes l'ha nominata una delle 15 modelle più pagate al mondo. Nel 1998 ha posato per il calendario Pirelli. È particolarmente celebre una sua sfilata per la collezione primavera-estate 1999 di Alexander McQueen. Posta su una piattaforma rotante, due braccia meccaniche coloravano con lo spray il vestito indossato dalla Harlow. Nel 2009 è stata l'unica modella a sfilare per Viktor & Rolfs, in una passerella ricostruita in digitale. Shalom Harlow è stata anche la testimonial del profumo Coco di Chanel.

## Filmografia
- In & Out (1997)
- Cherry (1999)
- Top model per caso (2001)
- Vanilla Sky (2001)
- Salton Sea - Incubi e menzogne (2002)
- Come farsi lasciare in 10 giorni (2003)
- Melinda e Melinda (2004)
- The Last Romantic (2006)
- Alvin Superstar (2008)

## Agenzie
- Riccardo Gay Model Management
- Select Model Management
- DNA Model Management
- IMG Models - Parigi, Londra, Milano